# District de Mikomeseng
Le district de Mikomeseng (en espagnol : distrito de Mikomeseng) est un district de Guinée équatoriale, constitué par la partie occidentale de la Province de Kié-Ntem, dans la région continentale de la Guinée équatoriale. Il a pour chef-lieu la ville de Mikomeseng. Le recensement de 1994 y a dénombré 29 953 habitants.